# Alpheus belli
Alpheus belli är en kräftdjursart som beskrevs av H. Coutière 1898. Alpheus belli ingår i släktet Alpheus och familjen Alpheidae. Inga underarter finns listade i Catalogue of Life.